# Миколаївський портовий елеватор
Миколаївський портовий елеватор — підприємство харчової промисловості на території морського торговельного порту в Миколаєві. Є дочірнім підприємством ДАК «Хліб України».

## Історія

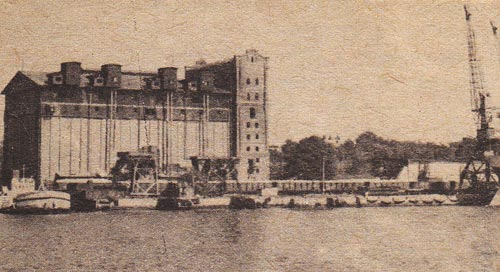
Перший миколаївський портовий елеватор наприкінці XIX століття

Будівництво першого елеватора на території Миколаївського морського порту почалось у лютому 1891 року та було заверешено у листопаді 1892 року. У березні 1893 року там же був зведений другий корпус. Загальна вартість проєкту склала 831 тис. карбованців. 10 лютого 1893 року елеватор розпочав роботу. Загальна місткість обох корпусів елеватора складала 1 760 000 пудів десятипудової пшениці, або понад 2800 вагонів. Елеватор був здатний прийняти 24 вагони та видати 36 вагонів зерна за одну годину та міг подавати вантаж одночасно на 3 пароплави, які стояли біля набережної. На початку ХХ століття елеватор був модернізований. У 1911 році механічна передача для обладнання елеватора була замінена на електричну, наступного року три труби для випускання зерна на пароплав були замінені конвейєрною галереєю, яка давала змогу вантажити зерно на пароплав, що стояв у будь-якому місці на набережній. Було побудовано декілька гілок залізничної колії для подачі вагонів з хлібом до елеватора.

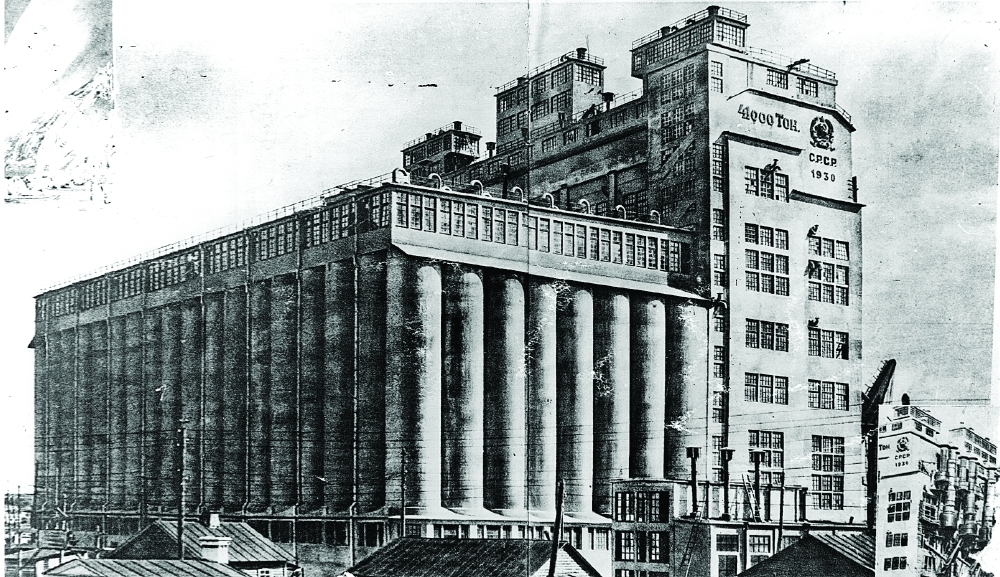
Миколаївський портовий елеватор на початку 1930-х

Нова будівля миколаївського портового елеватора була побудована у 1930 році, після чого він став одним з найбільших елеваторів у державі та Європі і третім у світі, справжнім еталоном вітчизняного портового елеваторного будівництва. Будували його з монолітного залізобетону. Елеватор зведений згідно з проектом професорів Шумського та Соколова за канадським типом. Ємність елеватора — 41 тисяча тонн. У 1972 році стали до ладу два силосні корпуси ємністю 28 тисяч тонн. Після цього загальна ємність елеватора збільшилась до 69 тисяч тонн.
У розпал Голодомору для навантаження на пароплави і наступної відправки на експорт на миколаївський елеватор завозилась величезна кількість зерна. У постанові бюро Миколаївського міського парткому від 20 листопада 1933 року «Про заходи завантаження експортних суден хлібом» говорилося: "У забезпечення безперебійного навантаження хлібом експортних пароплавів, прийняти щоденний графік підвозу на елеватор 6000 тонн хліба. …Забезпечити в денне навантаження 30 вагонів в денну зміну для експорту хліба і …30 вагонів у вечірнє навантаження ". Робота тривала цілодобово за графіком. У листопаді 1933 року навантажувалось по 6 тисяч тонн зерна на добу, а в грудні — 3,5 тисячі тонн.

## Характеристики
Висота робочої башти становить 63 м, силосний корпус складається з 144 циліндричних силосів діаметром 4 м і зашивки — 22 м, а також 119 силосів-зірочок. Головне завдання елеватора: здійснення експортно-імпортних операцій із зерновими та олійними культурами. Його виробничі потужності становлять: приймання залізничного транспорту — 4,0 тис. тонн на добу, відвантаження на залізничний транспорт — 3,0 тис. тонн на добу, навантаження суден (в середньому) — 6,0 тис. тонн на добу. Для забезпечення виконання зазначених операцій на елеваторі встановлено 42 норії, 32 стрічкових транспортери, 10 автоматичних ваг, 4 сепаратори. Середній річний обсяг відвантаження зерна на водний транспорт становить — 500 тис. тонн, при можливостях до 1 млн тонн.

## Господарська діяльність
Портовий елеватор надає послуги не лише з відвантаження зерна на експорт, але й є товаровиробником зернових і олійних культур, оскільки має 2360 га орендованих земель, які обробляють працівники цього підсобного господарства власною зернообробною і зернозбиральною технікою. Мета колективу елеватора — впевнено конкурувати на зерновому ринку, а також розширювати перелік та якість послуг під час експорту зерна. У планах колективу підприємства — переведення власного зерновиробництва на шлях інтенсивного розвитку.
На балансі елеватора є база відпочинку на березі Чорного моря.

## Скандали
У 2011 році Миколаївською міською радою було оформлено право приватної власності на елеватор за акціонерним товариством, яке у подальшому отримало свідоцтва про право власності на нього. Судами різних інстанцій неодноразово розглядалась справа за позовом прокуратури Миколаївської області про скасування незаконного рішення органу місцевого самоврядування. У травні 2018 року Верховний Суд України за позовом прокурора направив справу на новий розгляд до господарського суду області, внаслідок чого 16 квітня 2019 судом було ухвалено рішення про повернення елеватору у державну власність.